# Alexandre Veron-Bellecourt
Pour les articles homonymes, voir Veron et Bellecourt (homonymie).
Alexandre Veron-Bellecourt, né le 26 janvier 1773 à Paris et mort le 13 janvier 1849 dans la même ville, est un peintre français. Il est actif de 1801 à 1838.

## Biographie
Alexandre Véron-Bellecourt est l'élève de Jacques-Louis David et de Gérard van Spaendonck.